# Mostje (Lendava, Slovenija)
Mostje (mađarski: Hidvég) je naselje u slovenskoj Općini Lendavi. Mostje se nalazi u pokrajini Prekomurju i statističkoj regiji Pomurju. 

## Stanovništvo
Prema popisu stanovništva iz 2002. godine naselje je imalo 363 stanovnika.